# Перевізка
Перевізка — центр Перевізької паланки Запорозького кошу.
Розташування Перевізка достеменно невідоме. За Дмитром Яворницьким вона була "біля правого берега Дніпра, на 2 верстви нижче гирла Інгульця й на 2,5 версти нижче садиби власника села Фаліївки М. Комстадіуса" («Історія Запорозьких козаків. Книга перша»). Також Перевізкою вважають село Микільське Білозерського району трохи вище гирла Інгульця. Херсонські дослідники вказують на урочище Перевізка у районі сучасного Херсона.
Перевізка слугувала важливим пунктом перевозу через Дніпро. На протилежному лівому березі існували Голий Перевіз (сучасна Гола Пристань) і колишня Олешківська Січ у Олешках.